# دانیل کورمک
دانیل کورمک (انگلیسی: Danielle Cormack؛ زادهٔ ۲۶ دسامبر ۱۹۷۰) یک هنرپیشه سینما و تئاتر اهل نیوزیلند است.
از فیلم‌ها یا برنامه‌های تلویزیونی که وی در آن نقش داشته است می‌توان به(زندان زنان wentworth)شهررازآلودsecretcity شهر جدایی، بدون پارو، زینا: شاهدخت جنگجو، دایره جنایی و آخرین خال‌کوبی اشاره کرد.